# Karlovacs län
Karlovacs län (kroatiska: Karlovačka županija) är ett län i Kroatien som räknas till den historiska regionen centrala Kroatien. Dess administrativa centrum och största ort är Karlovac. Nationalparken Plitvicesjöarna ligger delvis i länet.

## Administrativ indelning
Karlovacs län är indelat i 5 städer och 16 kommuner.
- Städer:
  - Karlovac
  - Duga Resa
  - Ogulin
  - Ozalj
  - Slunj

- Kommuner: 
  - Barilović
  - Bosiljevo
  - Cetingrad
  - Draganić
  - Generalski Stol
  - Josipdol
  - Krnjak
  - Lasinja
  - Netretić
  - Plaški
  - Rakovica
  - Ribnik
  - Saborsko
  - Tounj
  - Vojnić
  - Žakanje